# Station Hannover Flughafen
Station Hannover Flughafen (Bahnhof Hannover Flughafen) is een spoorwegstation in de Duitse plaats Langenhagen, in de deelstaat Nedersaksen. Het station ligt aan de spoorlijn Langenhagen-Pferdemarkt - Hannover Flughafen. Het kopstation ligt in een tunnel onder de Flughafen Hannover-Langenhagen tussen de terminals B en C en is geopend op 28 mei 2000.

## Indeling
Het station heeft één eilandperron, welke te bereiken is met liften, roltrappen en trappen vanaf het luchthavengebouw. Het entree bevindt zich in de verbinding tussen Terminal B en C. 

## Verbindingen
Het station is onderdeel van de S-Bahn van Hannover, die wordt geëxploiteerd door DB Regio Nord. De volgende treinseries doen het station Hannover Flughafen aan:

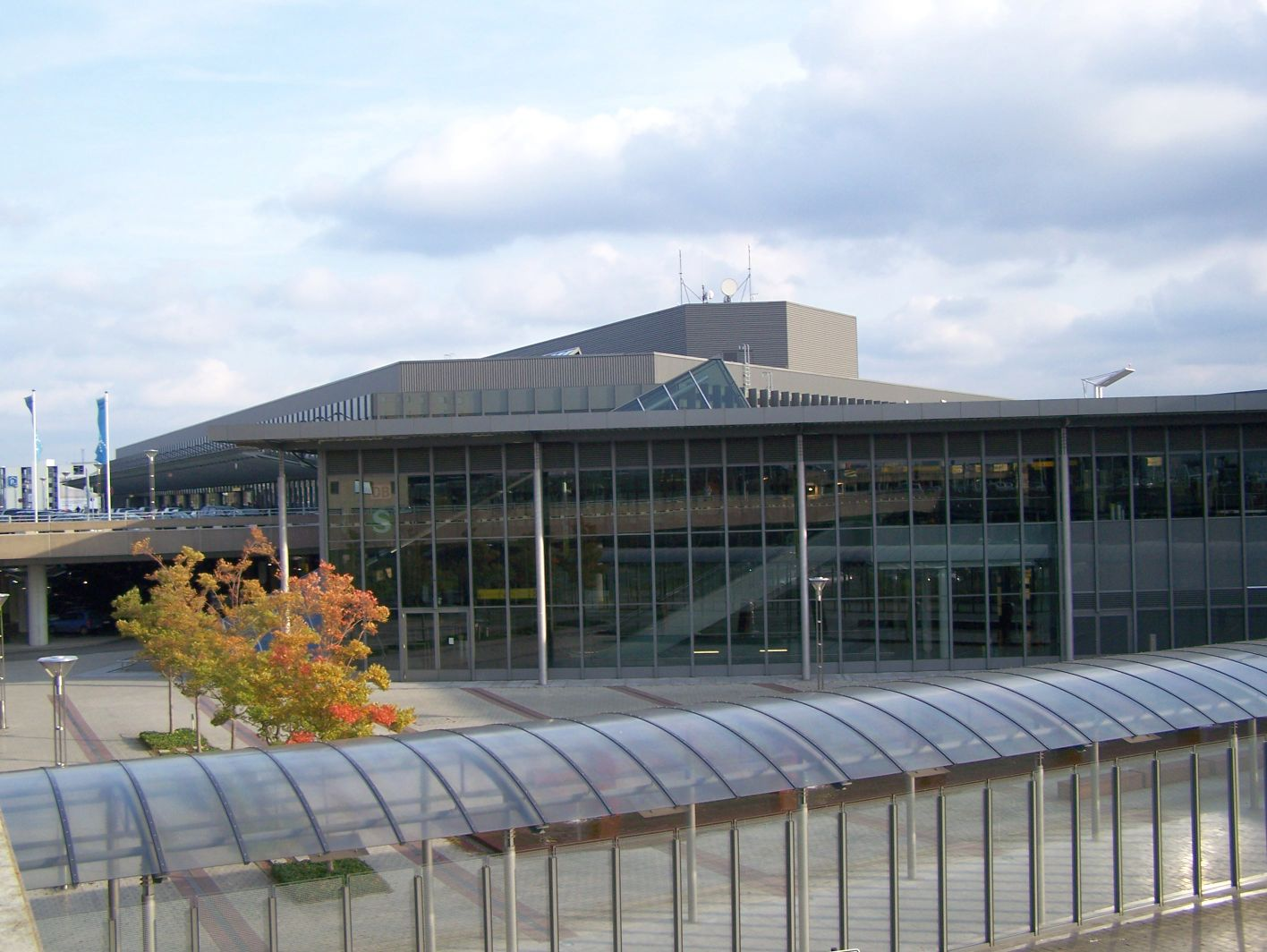
Buitenzijde van het stationsgebouw (2008)

| Serie | Treinsoort             | Route                                                                                               | Bijzonderheden                 |
| ----- | ---------------------- | --------------------------------------------------------------------------------------------------- | ------------------------------ |
| S5    | S-Bahn (DB Regio Nord) | Hannover Flughafen – Hannover Hbf – Hannover Bismarckstraße – Hamelen – Bad Pyrmont – Paderborn Hbf | Flughafen - Hamelen 2x per uur |
| S8    | S-Bahn (DB Regio Nord) | Hannover Flughafen – Hannover Hbf – Hannover Bismarckstraße – Hannover Messe/Laatzen                | Alleen tijdens evenementen     |